# Страцин
 Тази статия е за селото в България.  За селото в Северна Македония вижте Страцин (Община Кратово).  
Страцин е село в Югоизточна България. То се намира в община Поморие, област Бургас

## География
Страцин се намира на 29 km от общинския център Поморие и на 38 km от областния център Бургас. През селото минава река Хаджийска. Съседните села на Страцин са: Косовец, Бата и Просеник. В землището на селото има четири непроучени могили. Има и джамия, която е архитектурен паметник.

## История
Старото име на селото е Ахлъ или Ахълъ. През 1803 година селото е разрушено от айтоския аян Сейфулла Одаджиоглу и свързани с него кърджалии. На 24 април 1880 година, по време на турските бунтове, в Ахли се събират над 1000 жители от съседните села, включително въоръжени групи, като тази на Чобан Хасан, а на следващия ден част от тях се опитват да превземат завзетото от български войници село Белово.
През август 1896 г. селото е арена на изборен скандал между привърженици на опозиционната либерална партия и управляващите консерватори.
Село Ахлии е преименувано на Страцин със заповед МЗ № 2820/обн. 14 август 1934 г.

## Население

### Етнически състав
Преброяване на населението през 2011 г.
Численост и дял на етническите групи според преброяването на населението през 2011 г.:
|                     | Численост |
| Общо                | 1257      |
| Българи             | 338       |
| Турци               | 295       |
| Цигани              | -         |
| Други               | -         |
| Не се самоопределят | -         |
| Неотговорили        | 619       |

## Религии
В селото съжителстват християни и мюсюлмани.

## Обществени институции
Кметство, Народно Читалище „Иван Спасов – 1908 г.“, детска градина „Сребърно Звънче“, ОУ „Отец Паисий“, поща.

## Културни и природни забележителности
В Страцин има джамия и църква.
Православният храм „Свети Атанасий Велики“ е построен през 1937 г. 